# Mahbub Ali Khan Siddiqi, Asif Jah VI
Mahbub Ali Khan Siddiqi, Asif Jah VI (Hyderabad, 17 agosto 1866 – Hyderabad, 31 agosto 1911) fu il penultimo nizam di Hyderabad dal 1869 al 1911.

## Biografia

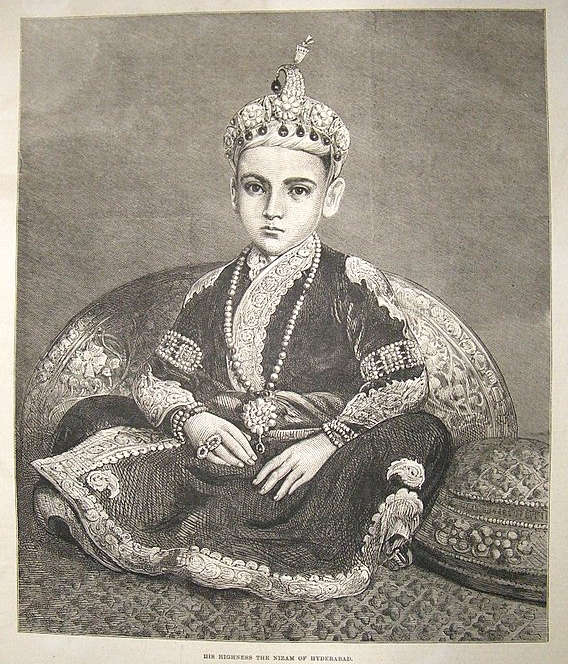
Il giovane nizam in un ritratto del 1876

Mahbub Ali Khan nacque il 17 agosto 1866, unico figlio di Nawab Afzal-ud-Daula. Alla morte di suo padre egli aveva appena due anni e sette mesi di vita, ma venne comunque proclamato suo successore nel 1869 sotto la reggenza di Mir Turab Ali Khan, Salar Jung I il Grande, Nawab Rasheeduddin Khan Shams-ul-Umra III. Shams-ul-Umra III morì il 12 dicembre 1881 e Salar Jung divenne il solo reggente dello stato.
Durante la sua infanzia egli venne educato da Mahboob Ali Khan che gli venne imposto quale tutore dal governatorato inglese. Successivamente egli viene sostituito dal capitano John Clerk il quale gli insegnò il persiano, l'arabo e l'urdu. Asaf Jah VI divenne un monarca rispettato e popolare anche per le riforme che egli intraprese col suo medico personale, il dr. Abdul Husain, col quale cercò di arginare la peste che periodicamente preoccupava Hyderabad.
Mahbub Ali Khan crebbe e divenne noto in particolare per lo stile di vita lascivo e lussuoso, contraddistinto da un'enorme passione per i vestiti di classe e le automobili. Appassionato di oggettistica, la sua era una delle collezioni più ampie del suo tempo e comprendeva mantelli, collari, calze, scarpe, turbanti, bastoni da passeggio e profumi. Egli decise ad un certo punto di devolvere un'intera ala del suo palazzo a proprio guardaroba e non voleva indossare lo stesso vestito due volte.
Egli acquistò inoltre il Jacob Diamond, che si trova ancora oggi nei gioielli della corona dei Nizams di proprietà del governo indiano. Egli morì il 31 agosto 1911.